# بنجامين نوفل
بنجامين نوفل (بالإسبانية: Benjamín Noval)‏ مواليد 23 يناير 1979 في مييريس، هو دراج إسباني سابق في صنف سباق الدراجات على الطريق.

## سجل المراكز
- حقق المركز الأول في المرحلة الرابعة في سباق طواف فرنسا 2004
- حقق المركز الأول في المرحلة الرابعة في سباق طواف فرنسا 2005

## روابط خارجية
- بنجامين نوفل على موقع الاتحاد الدولي للدراجات (الإنجليزية)
- بنجامين نوفل على موقع أرشيف الدراجات (الإنجليزية)
- بنجامين نوفل على موقع إحصائيات الدراجات الإحترافية (الإنجليزية)
- بنجامين نوفل على موقع نسبة الدراجات (الإنجليزية)
- بنجامين نوفل على موقع CycleBase (الإنجليزية)